# Chamaexeros
Chamaexeros là một chi thực vật có hoa trong phân họ Lomandroideae (trước đây là họ Laxmanniaceae) của họ Asparagaceae.

## Các loài
Chi này chứa 4 loài đặc hữu Tây Australia:
- Chamaexeros fimbriata (F.Muell.) Benth.
- Chamaexeros longicaulis  T.D.Macfarl.
- Chamaexeros macranthera  Kuchel
- Chamaexeros serra  (Endl.) Benth.[4]